# 1866년 멤피스 폭동
1866년 멤피스 폭동 (The Memphis Riots of 1866)은 미국 테네시주 멤피스에서 1866년 5월 1일부터 3일까지 일어난 폭력적인 사건을 가리킨다. 인종적 폭력은 미국 남북 전쟁에 이어 재건 시대 동안 긴장감에 불이 붙었다. 백인 경찰과 최근 북군에 소집된 흑인 군인들 사이에 총격전이 있던 후, 백인 민간인들의 폭도와 경찰은 흑인 이웃들과 해방 노예들의 주택을 통하여 날뛰었다. 폭력을 진압하는 데 연방군이 보내지고 셋째 날 평화가 회복되었다. 합동 의회위원회에 의한 후속 보고서는 46명의 흑인과 2명의 백인들이 살해되고, 75명이 부상을 입고, 100명 이상이 강탈되고, 5명의 여성들이 강간을 당하고 91개의 주택, 4개의 교회와 8개의 학교들이 불탄 것을 포함한 대학살에 대하여 자세히 설명하였다. 현대적인 추정은 재산 손실을 100,000 달러 이상에 두었다. 폭동과 잔혹 행위에 대한 보고에 이어 대중의 관심은 미국 수정 헌법 제14조의 신속한 제안에 영향을 미쳤다.

## 선구자
1862년 북군이 멤피스를 점령한 후, 도시는 자신들의 전 주인들로부터 보호를 추구한 해방 노예들을 위한 안식처임은 물론 밀수 캠프용 집중점이 되었다. 멤피스의 흑인 인구는 1860년 3,000명에서 1865년 20,000명 가까이 증가하였다.
미국 남북 전쟁의 종말에 이어 북군의 흑인 군인들이 도시를 순찰하는 데 이용되었을 때 긴장감이 고조되었다. 1866년 초순을 통하여 흑인 군인들과 대부분 (90 퍼센트)이 아일랜드 이민자들이었던 멤피스 경찰관들 사이에 위협과 싸움의 수많은 사례가 있었다. 해방노예국의 공무원들은 경찰이 흑인 군인들을 경미한 범죄로 체포하고 그들을 야만성과 함께 대우했다는 것을 보고하였다. 흑인 군인들이 자제하라는 명령을 받았어도 흑인들이 일종의 복수를 계획세우고 있었다는 헛소문이 백인 공동체에 퍼졌다. 1866년 4월 30일 대부분의 흑인 북군들이 군대에서 소집되었을 때 난관이 예상되었다. 제대 수당을 기다리는 동안 전 흑인 군인들은 도시에 남아있었다.

## 폭동

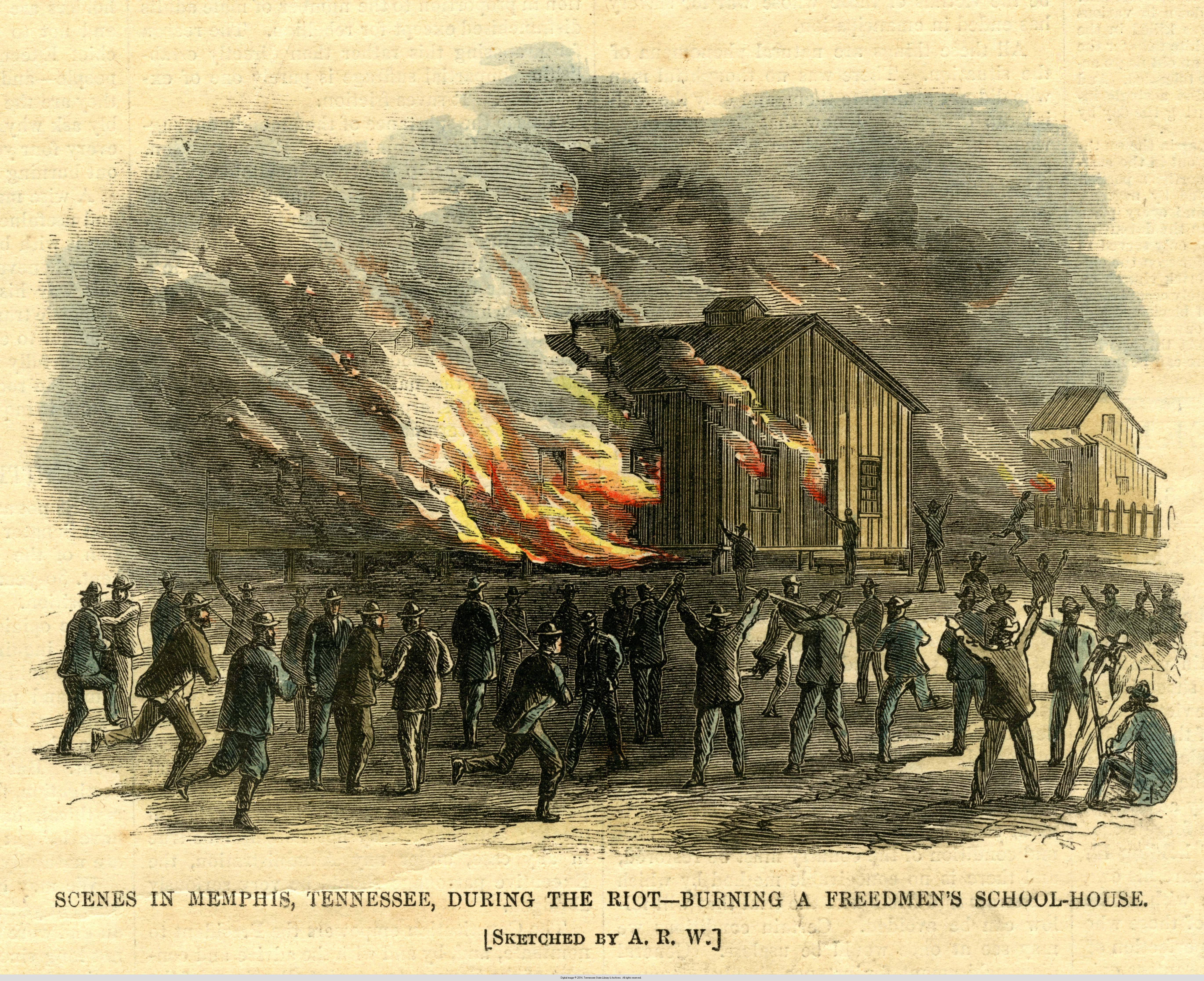
멤피스 폭동이 일어난 동안 불타고 있는 해방노예의 학교

5월 1일의 오후에 도시 경찰과 이제 제대한 흑인 군인들 사이에 만성적인 증오가 무력 충돌로 터졌다. 갈등을 일으킨 구체적인 사건의 사항들은 다양하다. 가장 널리 보유되는 계정은 경찰들이 몇명의 전직 군인들을 무질서한 행위로 구속을 시도하고 있었고 많은 동료들의 저항을 받았다는 것이다. 어떤 역사가들은 선동적인 사건을 한명의 흑인 남성과 한명의 백인 남성의 2대의 객차 충돌로 비난한다. 흑인 베테랑들의 한 단체가 흑인 남성의 체포를 멈추는 데 개입하려고 한 후, 백인들의 관중이 장면에 모여 싸움이 터졌다. 각각의 사건에서 백인 경찰관과 흑인 군인들 사이에 직면이 있었다. 또한 양쪽에 강화의 경향에 의하여 따라진 다수의 직면들로 나타나 몇 시간에 걸쳐 연장되었다. 이 시초의 논쟁은 몇명에게 부상들과 아마도 자신의 총을 잘못 다루었기 때문에 자해했을 수도 있던 한명의 경찰의 사망으로 결과를 가져왔다.
초기의 싸움은 황혼과 베테랑들이 다운타운 멤피스의 남부 경계에 놓인 포트 피커링으로 돌아온 후에 끝났다. 문제를 알게 된 경찰들은 사람들을 무장 해제시키고 기지에 가두었다. 전직 군인들은 이어진 사건들로 크게 공헌하지 않았다.
폭동의 후속 단계는 멤피스의 흑인 거주민들의 무장 반란이 있었다는 헛소문에 의하여 촉발되었다. 이 잘못된 주장들은 지방 공무원들과 폭동을 일으킨 사람들에 의하여 퍼졌다. 문제들은 멤피스 시장 존 파크의 의심스러운 부재와 멤피스에서 연방군의 사령관 조지 스톤맨의 우유부단한 헌신에 의하여 더욱 악화되었다. 백인 폭도들이 초기 싸움에 모여 직면할 사람을 아무도 찾지 않았을 때 그들은 해방노예들의 정착지들 근처로 진행하여 거기서 교사들로 일했던 선교사들은 물론 거주민들을 공격하였다. 분쟁은 5월 1일의 밤부터 스톤맨 장군이 계엄령을 선포하고 질서가 회복되었을 때 5월 3일의 오후까지 지속되었다.
멤피스 폭동이 일어난 동안 잔악 행위를 선동하거나 가해한 자들에 대한 형사 소송은 진행되지 않았다. 법무장관 제임스 스피드는 폭동이 주의 관할권에 속하면서 관련된 사법 조치를 지배하였다. 하지만 주와 지방 공무원들은 조치를 취하는 데 거부하였고 아무 대배심원도 호출되지 않았다. 비록 자신의 무능함으로 인하여 비난을 받았지만 스톤맨 장군은 의회위원회에 의하여 조사되었고 무죄를 선고받았다. 멤피스 폭동은 그가 이후에 캘리포니아주지사 (1883년-87년)로 선출되면서 그의 정치 경력을 훼손하지 않았다.

## 여파
멤피스 폭동과 비슷한 사건 (뉴올리언스 폭동)의 결과는 급진파 재건주의자들의 정치적 권력을 증가시키는 것이었다. 폭동의 보고들은 테네시주 출신이자 링컨 아래 테네시주의 군사 주지사로 지내온 앤드루 존슨 대통령을 불신하게 만들었다. 존슨의 대통령 재건 프로그램은 차단되었고 의회는 급진적 재건으로 향하여 움직였다. 급진파 공화당원들은 1866년의 의회 선거들을 휩쓸어 워싱턴 D. C.에서 거부권 없는 과반수를 확보하였다. 그후에 급진파 공화당원들은 재건법, 전 노예들에게 시민권과 법률의 동등한 보호와 적법한 절차를 보증한 미국 수정 헌법 제14조 같은 법률 제정의 주요 부분들을 통과시킬 수 있었다. 인종 폭동들로 응답에 정치적 상황에서 창시된 변화는 최후적으로 전 노예들이 시민의 완전한 권리들을 얻을 수 있도록 하였다.
지방적으로 멤피스 폭동은 도시의 경찰대의 현대화를 위한 큰 변화에 결과를 가져왔다.